# Nadal Batle i Bestard
Nadal Batle i Bestard (Santa Maria del Camí 1735 – 1817), va ser un escultor i picapedrer. Treballà a l'església parroquial del seu poble natal on realitzà el pedestal de l'altar major i, en col·laboració amb Jaume Moià, el portal lateral. Al convent dels mínims executà el retaule de l'altar dedicat a Sant Josep. Com a picapedrer participà el 1777 en la conducció de l'aigua de Coanegra fins a Santa Maria.